# Esquirol volador de Palawan
L'esquirol volador de Palawan (Hylopetes nigripes) és una espècie de rosegador de la família dels esciúrids. És endèmic de la regió faunística de Palawan (Filipines). Es tracta d'un animal nocturn i arborícola. El seu hàbitat natural són els boscos primaris i secundaris de plana. Està greument amenaçat per la desforestació del seu entorn, mentre que la caça és una amenaça poc significativa.